# John Poulett (5e comte Poulett)
John Poulett, 5e comte Poulett (5 juillet 1783 - 1864), titré vicomte Hinton de 1788 à 1819, est un pair anglais et un officier de milice.

## Biographie
Formé à Harrow et au Brasenose College, Oxford, Hinton est nommé capitaine dans la 1re milice du Somersetshire (Est) en 1801. Son père est colonel de ce régiment en 1803, et le 20 septembre 1804, Hinton lui-même devient colonel de la 2e milice (ouest) du Somersetshire et est nommé lieutenant adjoint du Somerset le 10 janvier 1805.
À la mort de son père en janvier 1819, il devient comte Poulett et succède également à son père comme colonel de la 1re milice du Somersetshire (est). Il commande le régiment jusqu'en 1852, date à laquelle son fils Vere Poulett, le vicomte Hinton, lui succède.
Poulett épouse Frances Charlotte, fille de Henry Berkeley Portman, le 21 août 1820 avec laquelle il a trois fils, qui l'ont précédé dans la tombe, :
- John Rolle Poulett, vicomte Hinton (8 juin 1821-18 août 1843), Grenadier Guards
- Vere Poulett, vicomte Hinton (20 août 1822-29 août 1857), colonel, milice du Somersetshire
- Margaret Charlotte Poulett (16 juillet 1830 - 31 mai 1834)
- Amias Poulett (6 février 1835 - 20 février 1857), Grenadier Guards

Il est remplacé dans la pairie par son neveu, William Poulett (6e comte Poulett) (1827-1899), qui est le troisième fils de son frère cadet, l'amiral George Poulett.